# 格里姆根杰
格里姆根杰（Karimganj）是印度阿萨姆邦格里姆根杰县的一个城镇。总人口52316（2001年）。

## 人口
该地2001年总人口52316人，其中男性26919人，女性25397人；0—6岁人口4639人，其中男2400人，女2239人；识字率83.12%，其中男性为86.99%，女性为79.01%。